# 圣安多尼圣殿 (索伦托)
40°37′38″N 14°22′29″E / 40.627255°N 14.374773°E

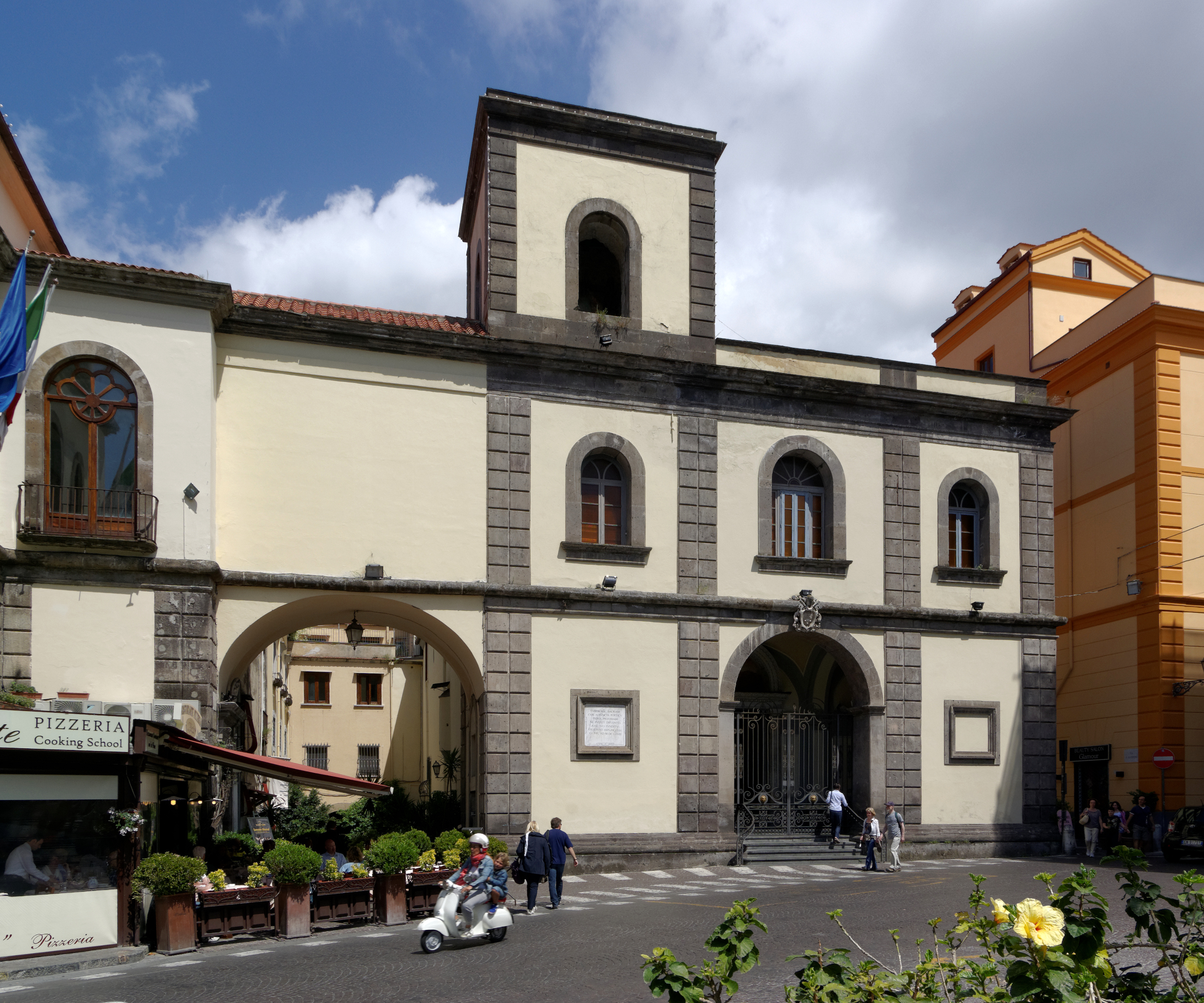

圣安多尼圣殿（Basilica di Sant'Antonino）是一座罗马天主教宗座圣殿，位于意大利南部坎帕尼亚大区城市索伦托。建于11世纪。堂内保存有该市主保圣人圣安多尼的遗体。

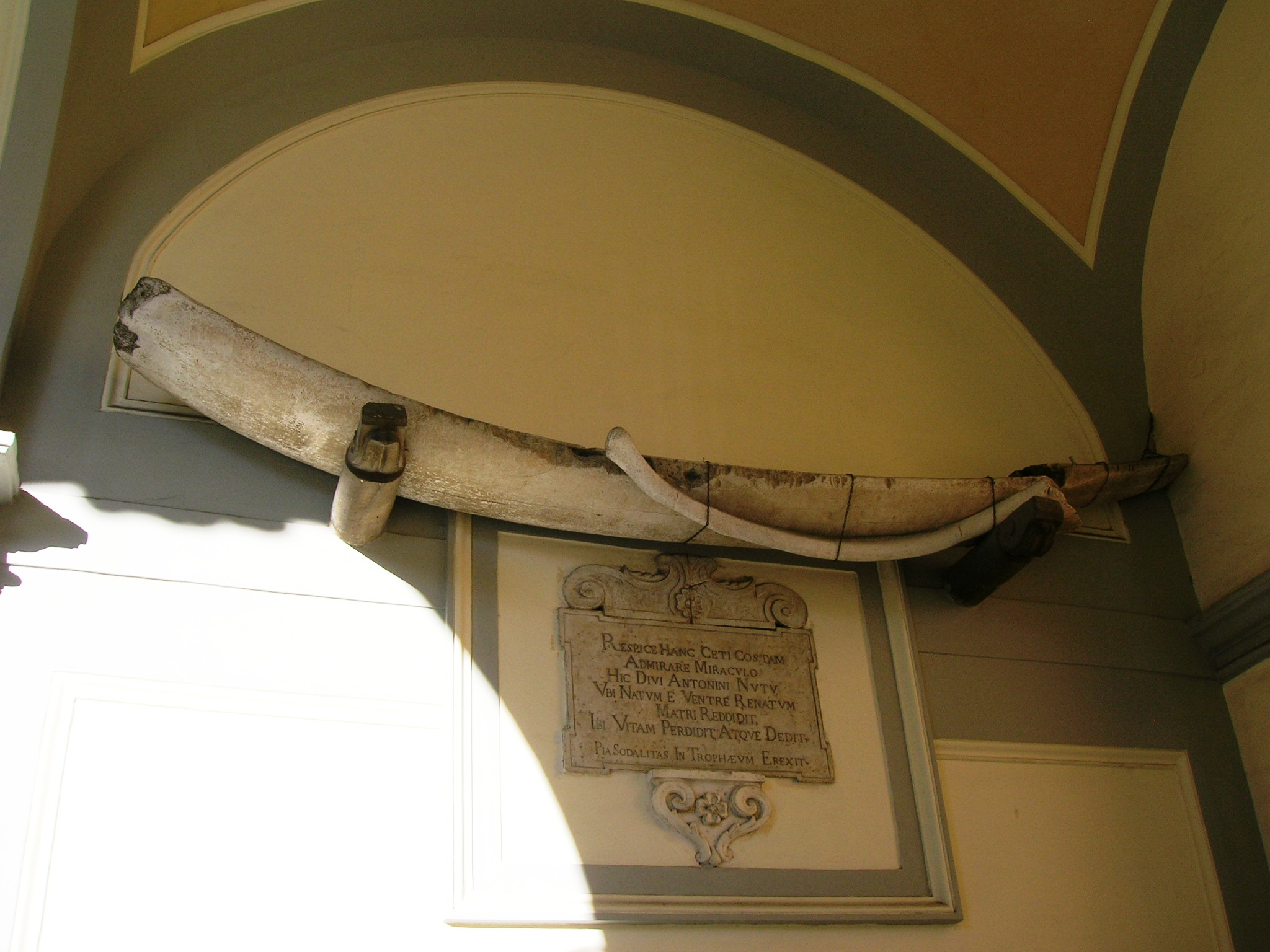
L'osso di balena del miracolo di sant'Antonino

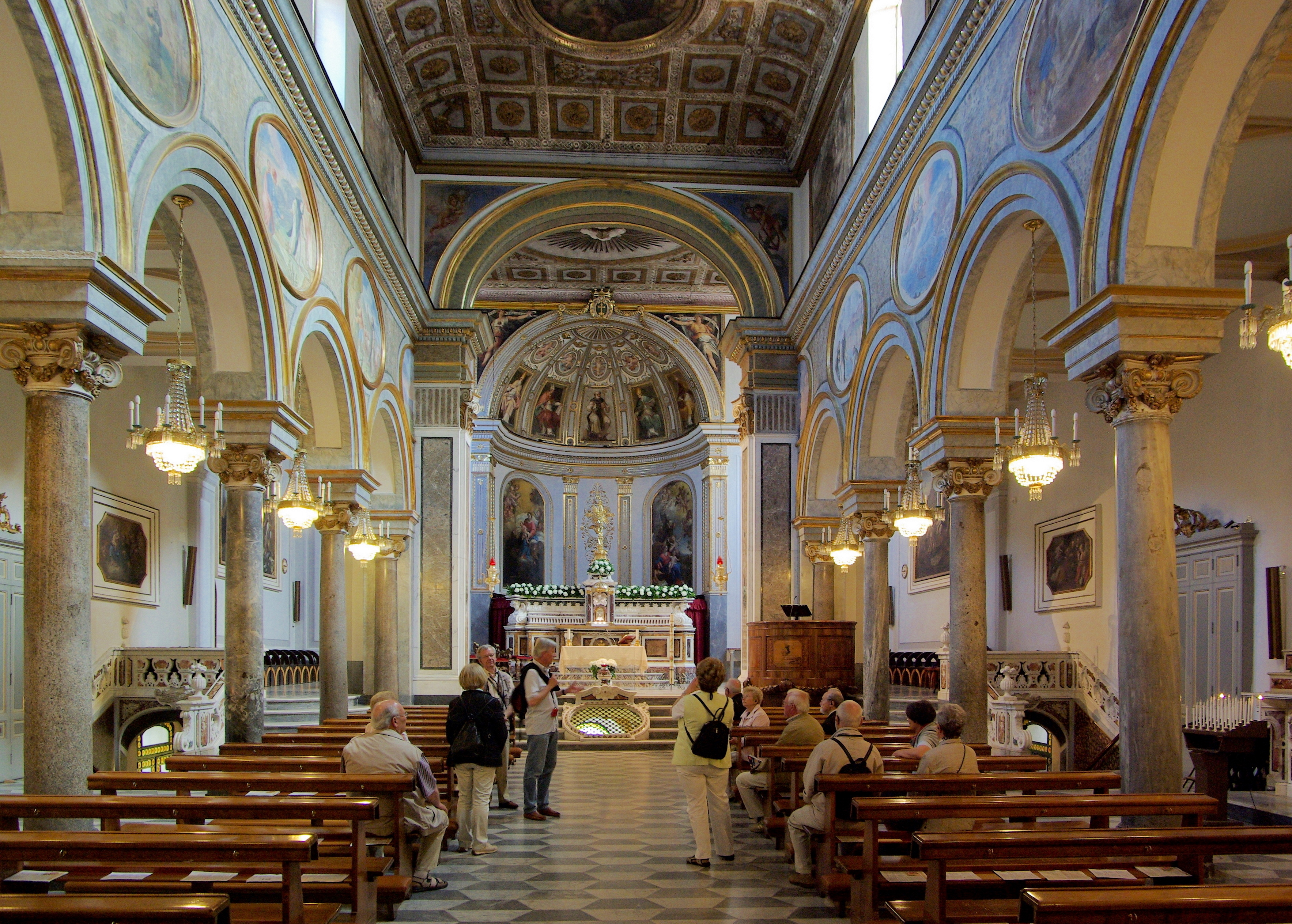
Interno

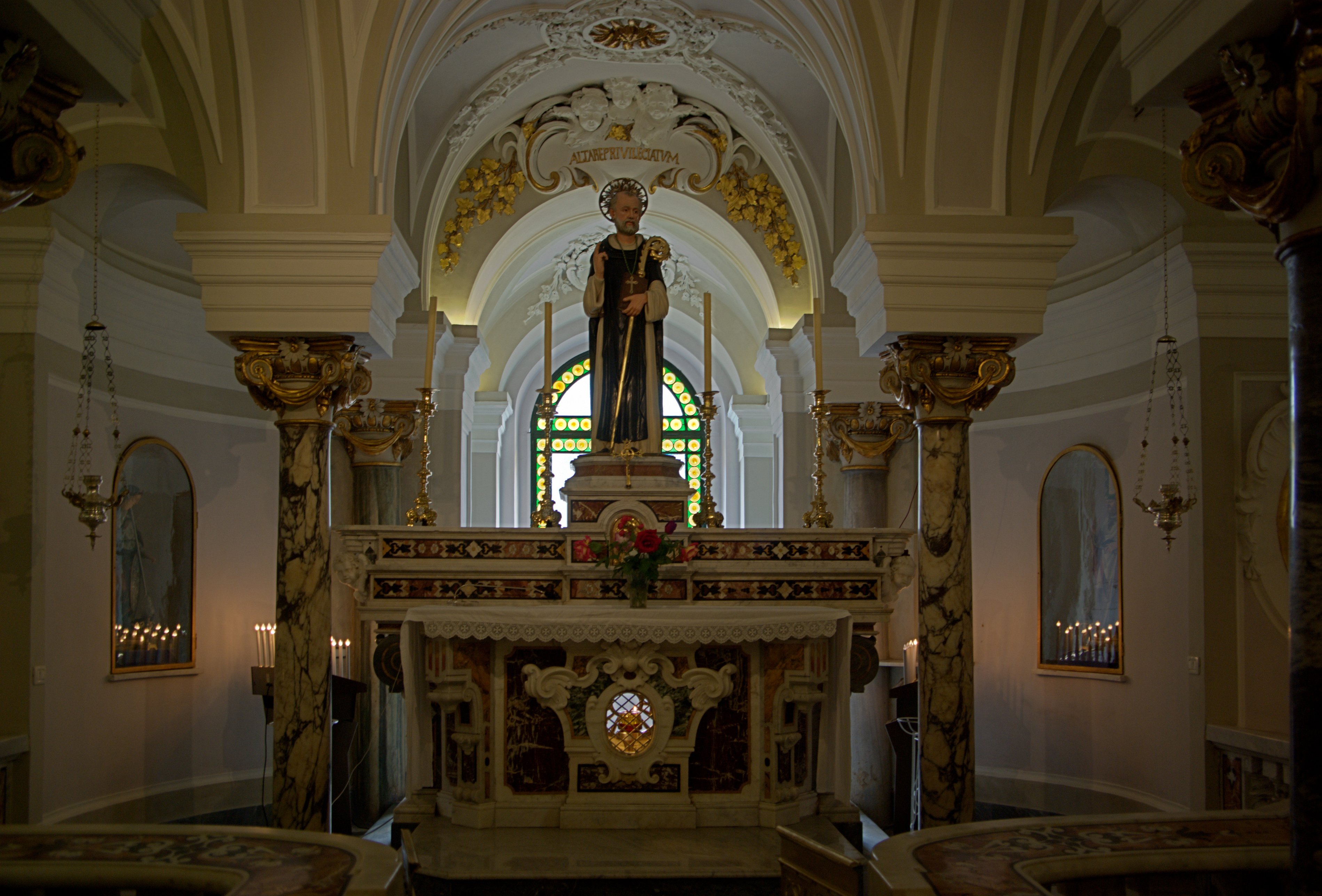
Cripta